# Spanisches Kino
Unter der Bezeichnung Spanisches Kino (spanisch cine español) werden Filmproduktionen zusammengefasst, die unter signifikanter Beteiligung in Spanien ansässiger Filmproduktionsgesellschaften oder dort lebender Filmemacher gedreht wurden.

## Geschichte
Die spanische Filmgeschichte brachte einige berühmte Künstler hervor, darunter Luis Buñuel, Regisseur, dessen Produktion einen großen Einfluss auf Europa (über Frankreich) und Lateinamerika (über Mexiko) hatte, und Pedro Almodóvar. Andere bekannte Künstler sind Segundo de Chomón, Florián Rey, Juan Antonio Bardem, José Luis Sáenz de Heredia, Luis García Berlanga, Carlos Saura, Jesús Franco, Antonio Isasi-Isasmendi, Mario Camus, Víctor Erice, José Luis Garci, Mariano Ozores, José Luis Cuerda, Fernando Trueba, Álex de la Iglesia, Alejandro Amenábar oder Juan Antonio Bayona.
Der künstlerische Leiter Gil Parrondo, Gewinner von zwei Oscars, und der Kameramann Néstor Almendros (der seine gesamte Karriere außerhalb Spaniens durchlief) oder die Schauspielerinnen Imperio Argentina, Sara Montiel, Carmen Sevilla, Ángela Molina, Victoria Abril, Carmen Maura, Maribel Verdú und Penélope Cruz sowie die Schauspieler José Isbert, Paco Martínez Soria, Fernando Rey, Francisco Rabal und Fernando Fernán Gómez, Antonio Banderas und Javier Bardem sind weltweit bekannt, vor allem für ihre Arbeit außerhalb Spaniens.
„Die Geschichte des spanischen Kinos ist ein wesentlicher Bestandteil der Geschichte des 20. Jahrhunderts und kein simples ‚kulturelles Ornament‘ (…) Die Chronologie unseres Kinos ist Teil der Geschichte unseres Landes“ betonen Ángel Barroso und Fernando Gil Delgado in ihrem Werk „Spanisches Kino in hundert Filmen“ aus dem Jahr 2002. Der spanische Film ist demnach ein Spiegel der Realität sowie der zeitgenössischen Gesellschaft.

### Anfänge
Die ersten Filmvorführungen des Landes fanden im Mai 1896 in Madrid statt. Einerseits präsentierte der Ungar Edwin Rousby am 11. Mai im Pfarrzirkus Plaza del Rey den „Animatographen“, ein System, das auch als „Teatrograph“ bekannt war – es handelte sich um Edisons Kinetoskop, modifiziert von dem Engländer Robert William Paul. Nur zwei Tage später würden die Bilder des Lumière-Kameramanns eintreffen, die von Jean Busseret, Vertreter der Lyoner Erfinder für die Halbinsel, importiert wurden. Seit 1896 nutzten viele Ausländer und auch bereits Einheimische die neue Erfindung auf der gesamten Halbinsel: Charles Kalb, Eduardo Moreno, Eduardo Gimeno, Antonio de la Rosa, Juan Minuesa, Alexandre de Azevedo, Joseph Sellier etc.

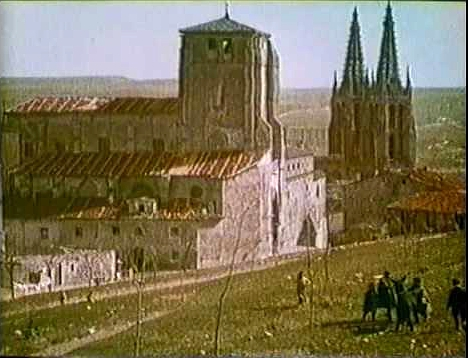
Einzelbild aus einem Chomón-Film: Burgos voyage (1910 od. 1911).

Kinopionier Alexandre Promio verdankte die ersten Filme, die im Juni 1896 in Spanien in Barcelona und Madrid gedreht wurden, dem Hause Lumière. An dieser Präsentation nahmen wohlhabende Bürger, Aristokraten und Geschäftsleute aus verschiedenen Branchen teil. Das illustre Publikum versprach ein gutes Geschäft, zumal Promio auch Filmkameras und Filme verkaufte. Ihm folgten andere Ausländer wie William Harry Short, Alexandre de Azevedo und andere.
Die ersten Spanier, die Filme drehten, taten dies ab 1897, namentlich Eduardo Moreno und Joseph Sellier. Letzterem ist der leider verschollene Film ‚El Entierro del General Sánchez Bregua‘ (Juni 1897) zu verdanken.
Eduardo Jimeno Correas, obwohl ein wichtiger Pionier, drehte erst ab 1899 Filme. Er hatte im Juli 1897 ein Lumière-Gerät erworben, aber Dreharbeiten sind erst zwei Jahre später verbürgt, wie der berühmte Streifen ‚Salida de la misa de doce de la Iglesia del Pilar de Zaragoza‘. Er drehte auch einen anderen Film, namens ‚Los saludos‘.
Zu diesem Zeitpunkt bestand die überwiegende Mehrzahl der Produktionen aus Dokumentationen von Festlichkeiten oder von politischen und kulturellen Ereignissen. Dieses Quasi-Dokumentargenre namens „Vistas“ übertraf die frühe fiktionale Kurzfilmproduktion, die bereits existierte, aber zu dieser Zeit eher unpopulär war. Noch lag dem Publikum eher an visuellen Reizen und der Attraktion des neuen Mediums bewegter Bilder an sich, als an einem eigentlichen ästhetischen Erleben von Filmkunstwerken. Daher ist das damalige Kino auch als Vergnügungskino („cine de atracciones“) bekannt.
Der erste spanische Film mit einer Handlung war dann ‚Riña en un café‘ (1897) des produktiven Barcelona-Fotografen und Regisseurs Fructuós Gelabert. Der erste international erfolgreiche spanische Regisseur war Segundo de Chomón aus Teruel. Er entwickelte das künstliche Farbsystem „Cinemacoloris“, ferner eine Vielzahl von Spezialeffekten, wie die Verwendung von Modellen, die z. B. für ‚Train Crash‘ (‚Choque de Trenes‘, 1902) bezeugt ist.

### Der Aufstieg des Stummfilms

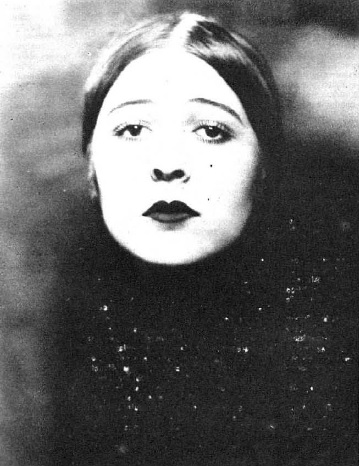
Conchita Piquer (1927)

Um 1914 war zunächst Barcelona das Zentrum der Filmindustrie des Landes. Die Vorherrschaft des einheitlich imaginierten „Spanischen“ folgte bald, die Indienstnahme eines oft auch im Kino gepredigten vermeintlich homogenen Nationalcharakters für den autoritären Staat würde ein Vierteljahrhundert später unter Franco greifen.
Die Werke von Florián Rey mit Imperio Argentina und Ricardo Núñez sowie die erste Version von ‚Nobleza baturra‘ (1925) stechen in dieser Epoche hervor. Historische Dramen wie das Leben von Christoph Kolumbus und seine Entdeckung Amerikas (1917) wurden ebenfalls von dem Franzosen Gerard Bourgeois verfilmt, ferner Adaptionen von Werken wie ‚Die Geheimnisse von Barcelona‘ (1916) von Joan Maria Codina, auch Theaterwerke wie das des ‚Don Juan Tenorio‘ von Ricardo Baños und außerdem Zarzuelas – eine spezifisch spanische Form des Musiktheaters, ähnlich der Operette.
Der modernistische Dramatiker und Nobelpreisträger Jacinto Benavente schließlich meinte damals, das „ich beim Film für Verschwendung bezahlt werde“ und verfilmte Versionen seiner Stücke folgerichtig selbst.

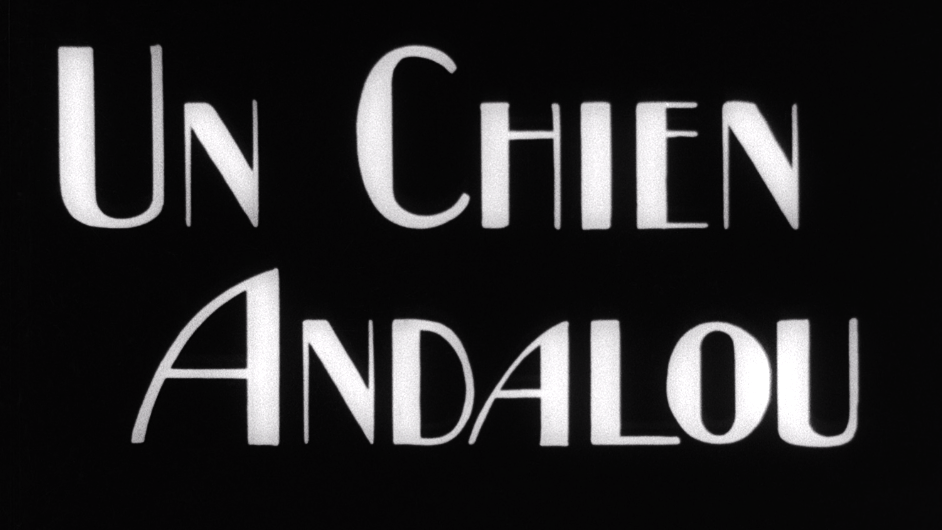

In Hollywood wirkte die bekannte spanische Sängerin Concha Piquer an dem ersten spanischsprachigen Kurzfilm mit, der von Lee De Forest angefertigt wurde. Piquer drehte 1929 den Film ‚El Negro que la alma blanca' unter der Regie von Benito Perojo in Paris, Frankreich.
Ernesto Giménez Caballero und Luis Beluga gründeten den ersten Kinoclub in Madrid. Nun war Madrid mit 144 Filmen bereits das führende Zentrum der heimischen Filmindustrie. Im Oktober 1929 verfilmte Francisco Elías Riquelme ‚Das Geheimnis der Puerta del Sol‘. Veröffentlicht im Januar 1930, war dies der erste Tonfilm des spanischen Kinos.
Das ländliche Drama ‚The Cursed Village‘ (‚La aldea maldita‘, 1930) von Florián Rey wurde in Paris ein Erfolg, wo Buñuel und Dalí zeitgleich den unvergessenen Klassiker surrealistischer Montage ‚Ein Andalusischer Hund‘ uraufführten.
Die Stummfilmepoche brachte zahlreiche spanische Produktionsfirmen und Produktionen hervor.

### Die Krise des Tonfilms und des Kinos der Zweiten Republik
Im Jahr 1931 reduzierte sich mit dem Import ausländischer Tonfilme die nationale Produktion, die nur noch vier Titel umfasste. 1932 gründete Manuel Casanova mit der „Compañía Industrial Film Española S.A.“ („CIFESA“) eine der wichtigsten Filmproduktionsgesellschaften, die Spanien jemals hatte – dabei wurde die CIFESA politisch als eher rechts stehend angesehen. Es wurden zunächst sechs Filme gedreht, darunter der erste Dokumentarfilm von Luis Buñuel in Spanien, ‚Las Hurdes, Tierra Sin Pan‘.
1933 waren dann bereits 17, bis 1934 21 Filme gedreht, darunter der erste größere Erfolg des spanischen Tonfilms ‚Die Schwester San Sulpicio‘ (1934) von Florián Rey.
Bis 1935 waren dann schon 24 Filme abgedreht. In diesen Jahren konsolidierten sich Filmproduzenten und Regisseure, der Publikumserfolg wuchs, wie bei Benito Perojo mit ‚La Verbena de la Paloma' (1935), dem größten Erfolg des spanischen Kinos dieser Zeit; oder Florián Rey, der für die Regie von ‚La Hermana San Sulpicio‘ (1934), ‚Nobleza baturra‘ (1935) und ‚Morena Clara‘ (1936) verantwortlich zeichnete. Dies hätte der Beginn einer Blüte der spanischen Filmindustrie sein können, aber der Bürgerkrieg unterbrach die ersten Erfolge der Kinematographie der Zweiten Republik.

### Der Krieg und die Nachkriegszeit

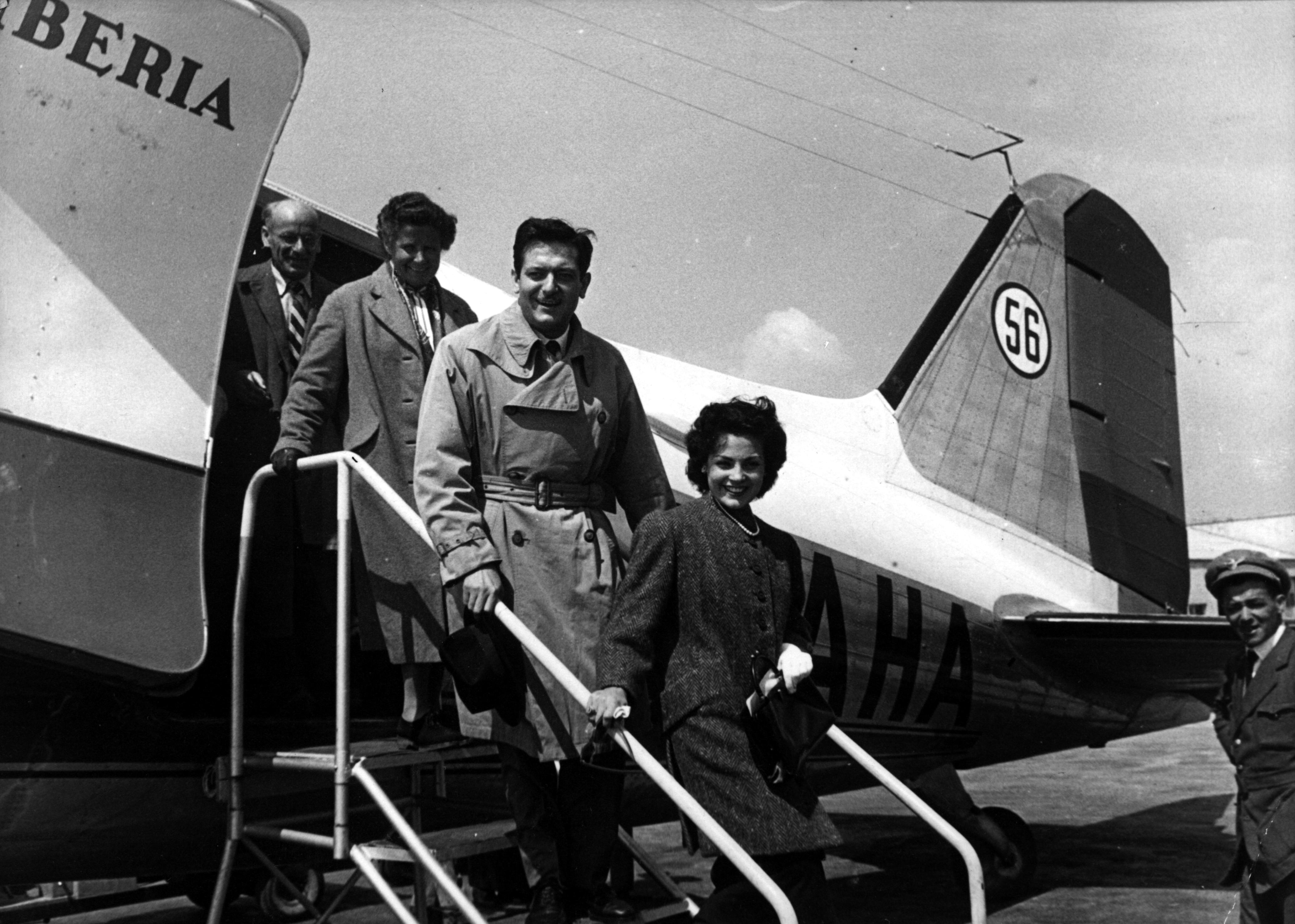
Carmen Sevilla & Alberto Closas (1948)

Seit 1936 nutzten beide Bürgerkriegsparteien das Kino als Propagandamittel. Auf fanquistischer Seite wurde die Nationale Abteilung für Kinematographie geschaffen. Am Ende des Bürgerkriegs flüchteten viele Filmprofis ins Exil. Die beiden Hoffnungsträger des spanischen Films, Luis Buñuel und Carlos Velo, emigrierten nach Mexiko.
Unter dem neuen Regime wurde eine Zensur eingeführt und alle Filme, die auf nationalem Gebiet veröffentlicht werden, mussten auf Kastilisch synchronisiert werden. Regisseure wie Ignacio F. Iquino (‚Der Verstorbene lebt‘, ab 1941), Rafael Gil (‚Huella de luz‘, ab 1941), Juan de Orduña (‚Locura de amor‘, ab 1948), José Luis Sáenz de Heredia (‚El espíritu de la Raza‘, ab 1942, mit einem Drehbuch von Franco selbst) und vor allem Edgar Neville (‚Der Turm der sieben Buckligen‘, ab 1944) waren nun tätig. ‚Fedra‘ (1956) von Manuel Mur Oti war eines der bekannteren Werke dieser Epoche.
CIFESA hatte sich als die profitabelste Produktionsfirma der Zeit etabliert, deren Historienfilme die Zustimmung der Behörden und meist auch den Zuspruch des damaligen Publikums hatten.
1939, nach dem endgültigen Sieg Francos über die Republikaner, erwachte die Filmindustrie zu unerwartet neuem Leben. Hinter dieser überraschenden Wiedergeburt stand der Staat – es war das erste Mal, dass sich die Administration in der Geschichte Spaniens überhaupt mit dem jungen Medium Film befasste.
Franco stellte den Film unter seinen „Schutz“, diktierte entsprechende Gesetze und Verordnungen, schöpfte Geld ab wo dies möglich war, und setzte Anreize für Filmproduktionen. Dafür gab es politische Gründe: zum einen war der Film für die Falange eine mächtige Waffe um die breite Bevölkerung zu erreichen und diese von den unerfreulichen Seiten des neuen Systems abzulenken sowie das Volk von ihren politischen Zielen zu überzeugen.
Außerdem diente die Filmindustrie der Förderung der ideologischen Grundzüge des neuen Regimes sowie der Hinwendung zu bestimmten, im Zweifel erzkonservativen Werten und den „alten Traditionen“.
Es sollte Argwohn gegenüber allem Nicht-Spanischen geschaffen werden, wozu eine autarke Filmindustrie sehr dienlich schien. Wirtschaftlich gesehen sah die Kontrolle des Staates über die Filmindustrie so aus, dass auf allen importierten Filmen hohe Einfuhrlizenzen lagen, womit der Staat beachtliche Einnahmen erzielte. Außerdem wurde eine „Vorführquote“ eingeführt, was bedeutete, dass auf zwei Wochen ausländischer Filme eine Woche nationaler Filme folgen mussten. Diese Verordnung bewirkte weniger den Schutz des spanischen Films, eher die tendenzielle Übernahme des nationalen Marktes durch ausländische Produktionen.
Zwei wichtige Filmfestivals wurden in den 1950er Jahren in Spanien begründet: Am 21. September 1953 wurde das San Sebastián Film Festival ins Leben gerufen, und 1956 fand die erste Valladolid International Film Week („Semana Internacional de Cine de Valladolid“) statt, auch bekannt als „Seminci“.
‚Das Geheimnis des Marcellino‘ (‚Marcelino pan y vino‘, 1955) von Ladislao Vajda war der erste spanische Film, der von Kritikern und Publikum weltweit Anerkennung erfuhr und den Silbernen Bären des Berliner Festivals (beste Regie) erhielt; der Film inspirierte auch eine Reihe von weiteren populären Produktionen um Kinderdarsteller wie Joselito, Marisol, Rocío Dúrcal und Pili y Mili.
In den fünfziger und sechziger Jahren beschränkte sich das spanische Kino jedoch nicht allein auf Werke um Wunderkinder.
In der Tradition des spanischen schwarzen Humors („esperpento“) entstanden Filme wie ‚El Piso‘ (1958) und ‚El cochetito‘ (1960) von Marco Ferreris, ‚Placido‘ (1961), ‚Las cuatro verdades‘ (1962), ‚El verdugo‘ (1964) von Luis Berlanga, ‚La vida por delante‘ (1958) und ‚El Mundo sigue‘ (1963) von Fernando Fernán Gómez.
Der Einfluss des (italienischen) Neorealismus zeigte sich bei neuen Regisseuren wie Antonio del Amo oder bei José Antonio Nieves Conde mit seinem herausragenden Film ‚Surcos‘ (1951) – das Werk behandelt die Problematik der Landflucht in Spanien. Es lenkte klar die Aufmerksamkeit auf die Probleme der Straße, um damit auf die bis dahin verschwiegene soziale Wirklichkeit zu weisen. Weitere Werke dieser Stilrichtung waren Juan Antonio Bardems ‚Der Tod eines Radfahrers‘ (1955) sowie ‚ Hauptstraße‘ (‚Calle Mayor', 1956), Marco Ferreris ‚Los Niños‘ (1958), ‚El pisito‘ (1959) und ‚Der Rollstuhl‘ (‚El Cochecito‘, 1960) und Luis García Berlangas ‚Willkommen, Mr. Marshall‘ (‚Bienvenido, Mister Marshall‘, 1952) – diese Komödie machte sich mit Satire und Parodie über die Hoffnung der Regierung auf ein Wirtschaftswunder in Spanien durch die Ankunft der US-Amerikaner und die damit beginnende Realisierung des Marshallplans lustig. Es schien ein kleines Wunder, dass der Film nicht verboten wurde. Zeugnisse des spanischen Neorealismus waren auch ‚Calabuig‘ (‚Calabuch‘, 1956) und vor allem ‚Plácido‘ (1961) und ‚El verdugo‘ (1963).
Bei vielen der genannten Werke wirkte der vielleicht wichtigste Drehbuchautor in der Geschichte des spanischen Kinos mit: Rafael Azcona.
In diesen Jahren waren die Kinos fast immer voll – das große Interesse allerdings hatte weniger mit der Qualität der gezeigten Filme zu tun, als mit erschwinglichen Ticketpreisen und der noch fehlenden Konkurrenz des Fernsehens. Aus dem tristen Alltag der kleinen Wohnungen flüchtete man sich lieber in die großen Kinosäle und nahm dafür Propagandistisches und Melodramatisch-Kitschiges in Kauf. Juan de Orduña erzielte 1957 mit ‚The Last Torch Song‘ (‚El último cuplé‘) mit Sara Montiel einen durchschlagenden kommerziellen Erfolg.

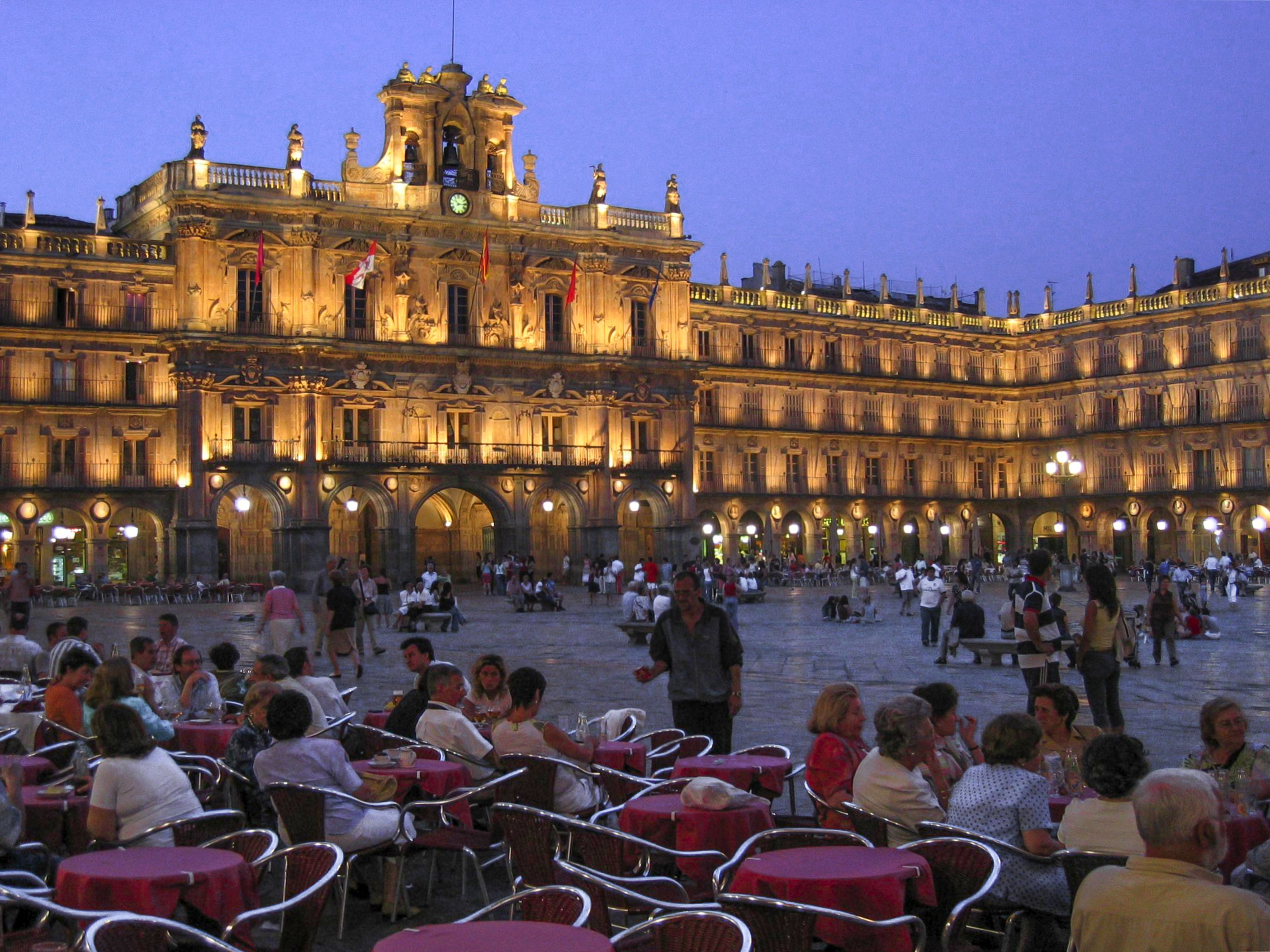
Plaza Mayor, Salamanca

Seit etwa 1965 drehte Carlos Saura mit großer Kontinuität. Trotz Zensur schaffte er es, auch dank seiner internationalen Erfolge, sozialkritische Reflexionen so zu verpacken, dass er weiter Filme drehen konnte, ohne dem Regime übermäßige Konzessionen machen zu müssen. Im Rahmen der Salamanca-Gespräche würde J. A. Bardem das Nachkriegskino 1955 mit einem Manifest verdammen, das für seine Deutlichkeit berühmt wurde: „Das spanische Kino ist heute politisch ineffektiv, sozial falsch, intellektuell unbedeutend, ästhetisch null und industriell wackelig.“
Aus einer gegenüber dem Franco-Regime sehr kritischen Generation junger Filmemacher, die oft mit den verbotenen Organisationen der spanischen Linken verbunden waren, entstand ein populäres Unterhaltungskino. Das war besonders mit dem Namen der spanischen Produktionsfirma „Uninci“ verknüpft, mit dem Altmeister der schwarzen spanischen Komödie Luis García Berlanga und dem stark an einem sozialen Realismus orientierten Juan Antonio Bardem.
Luis Buñuel kehrte gelegentlich nach Spanien zurück, um ‚Viridiana‘ (1961) und ‚Tristana‘ (1970) zu drehen, basierend auf dem Roman von Benito Pérez Galdós mit Catherine Deneuve und Fernando Rey. Beide Filme, insbesondere der erste, galten im repressiven Kontext der Franco-Diktatur als skandalös, wurden teilweise trotz internationaler Auszeichnungen (Goldene Palme von Cannes) zensiert.

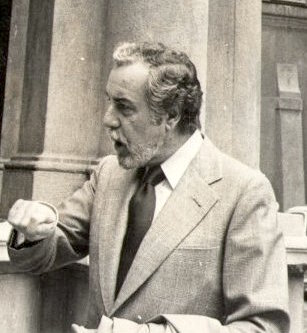
Fernando Rey, 1974

Im Zuge der Bemühungen um die westeuropäische Integration Spaniens wurde zwar die Zensur gelockert, doch die ökonomische Situation der Filmindustrie spitzte sich dramatisch zu. Eine Veränderung im Förderungssystem führte 1964 dazu, dass die Filmemacher eine staatliche Unterstützung in Höhe von 15 Prozent der Bruttoeinnahmen an den Kinokassen bekommen sollten. Das bilderhungrige Publikum sorgte zwar für volle Kassen, doch die Filmproduzenten gingen trotzdem leer aus. Der Staat kam mit der Zahlung der gestiegenen Prämien immer mehr in Verzug. Nachdem auch die Banken keine Kredite mehr gewährten, geriet die spanische Filmindustrie in eine Liquiditätskrise, welche die Produktion stagnieren ließ. Die spanischen Filmemacher wurden damit durch die politische Zensur und die gewaltigen Finanzlöcher gleichermaßen eingeschränkt.

### Der Neue Spanische Film der 1960er & 1970er Jahre
1962 kehrte José María García Escudero zurück, um die Generaldirektion Film zu besetzen sowie die offizielle Filmhochschule „Escuela Oficial de Cine“ zu fördern, von der die meisten neuen Regisseure kommen würden. Deren Absolventen galten im Allgemeinen politisch als links und gegen die Franco-Diktatur eingestellt. Dazu gehören Mario Camus (‚Young Sánchez‘, 1964); Miguel Picazo (‚La tía Tula‘, 1964); Francisco Regueiro (‚El buen amor‘, 1963); Manuel Summers (‚Del rosa al amarillo‘, 1963) und vor allem Carlos Saura (‚La caza', 1965).
Das „nuevo cine español“, der neue spanische Film der 1960er- bis frühen 1970er-Jahre war ein Kino der inneren Emigration, der untergründigen Distanz zum Regime. Auf ausländischen Festivals waren die verschlüsselten Meisterwerke Carlos Sauras wie ‚Ana Y Los Lobos‘ (‚Anna und die Wölfe‘, 1972) oder Victor Erices poetischer ‚El Espíritu de la Colmena‘ (‚Der Geist des Bienenstocks‘, 1973) große Erfolge, ein spanisches Publikum erreichten sie allerdings nicht. In den spanischen Filmtheatern dominierte eher plattes Unterhaltungskino, meist Komödien, aber immer auch wieder kleine Meisterwerke des populären Kinos.
Fernando Fernán Gómez, fernab der vorgenannten Strömung, drehte den Klassiker ‚Die seltsame Reise‘ (1964).
Jaime de Armiñán, der Autor von ‚Mi querida señorita‘ (1971) und ‚Jo, papa‘ (1975), beide von enormem Kassenerfolg, kam vom Fernsehen.
Jacinto Esteva, Pere Portabella, Joaquín Jordá, Vicente Aranda, Jaime Camino und Gonzalo Suárez hoben sich von der sogenannten „Barcelona School“ ab, die ursprünglich experimenteller und weltoffener war und in den 1980er Jahren ihre wichtigsten Arbeiten ablieferte.
Aus dem Baskenland kamen die Regisseure Fernando Larruquert, Néstor Basterretxea, José María Zabalza sowie der Produzent Elías Querejeta.

### Das „Kino der Demokratie“
Mit dem Ende der Diktatur wurde die Zensur abgeschafft und kulturelle Produktionen in anderen regionalen Sprachen erlaubt. Neben kastilischen Institutionen wurde unter anderem das Institut de Cinema Català gegründet.
Die Zeit des kulturellen Umbruchs, der Movida, wird zumeist mit dem Tod Francos im Jahre 1975 angesetzt und es wird häufig der Eindruck erweckt, dass mit dem Ableben des Diktators schlagartig soziale und kulturelle Veränderungen um sich griffen. Die Movida wird so auch von Walther L. Bernecker als Ende der 70er Jahre aufkommender Begriff für das moderne, pulsierende Leben in Madrid bezeichnet. Die Movida madrileña wurde der Inbegriff alles Neuen, Avantgardistischen, der neuen Trends in Mode, Musik, Kunst und Film.[1]
Zunächst triumphieren jedoch die weniger avantgardistischen populären Phänomene des „Aufdeckens“ (entspricht etwa dem hiesigen Aufklärungsfilm und der Erotikklamotte) und des „Landismo“ (volkstümliche Komödien mit dem Darsteller Alfredo Landa, vergleichbar etwa der britischen Carry-On-Filmreihe).
Nach Francos Tod dauerte es noch zwei Jahre, bis die staatliche Zensur durch ein königliches Dekret ein offizielles Ende fand. Doch schon vor dem Tode des Diktators hatte man die Zensur teilweise weniger rigide gehandhabt. 1973 drehte Manuel Gutiérrez ‚Sprich Stumme‘ (‚Habla Mudita‘), es folgten weitere Filme, die auch auf diversen Filmfestivals ausgezeichnet wurden. Zu ihnen gehört ‚Das Herz des Waldes‘ (‚El corazón del bosque‘), und 1983 ‚Dämonen im Garten‘ (‚Demonios en el jardín‘). Neben Gutiérrez feierten Filmemacher wie Ricardo Franco mit ‚Pascual Duarte‘ (1975) und Victor Erice mit ‚Der Süden‘ (El Sur, 1983) Erfolge auf internationalen Filmfestivals.
In den ersten Jahren der Demokratie wurden kontroverse Themen angesprochen und die jüngste nationale Geschichte zum Gegenstand einiger anspruchsvoller Filme wie z. B. ‚Lieder für die Nachkriegszeit' (‚Canciones para despues de una guerra‘ von Basilio Martín Patino, 1976) oder ‚Der Geist des Bienenstocks‘ (Víctor Erice, 1973). Andere boten gelungene Porträts der grauen Franco-Jahre, wie z. B. ‚Pim, pam, pum... ¡fuego!‘ (Pedro Olea, 1975), der die Alltagsprobleme der Bürgerkriegsverlierer um 1940 schilderte und damit überhaupt erstmals im spanischen Film nach 1939 die antifranquistische Untergrundbewegung zeigte; oder besonders groteske Visionen des Franquismus, wie sie in ‚La escopeta nacional‘ (Luis García Berlanga, 1978) zu sehen waren.
Die politischen Veränderungen dieser Jahre spiegelten sich sofort in Filmen wie ‚Camada negra‘ von Manuel Gutiérrez Aragón oder ‚Papiertiger‘ (‚Tigres de papel‘) von Fernando Colomo wider.
Ähnlich in einem weniger militanten, aber populäreren Stil: ‚Asignatura' von José Luis Garci, der 1982 den ersten Oscar für einen spanischen Film (‚Volver a empezar‘ oder ‚Starting Over‘) erhielt.
In diesen Jahren wird auch das ‚neue baskische Kino‘ bekannt, zu dem Regisseure wie Montxo Armendáriz, Juanma Bajo Ulloa und Imanol Uribe gehören. Uribes Film ‚La muerte de Mikel‘ (1984) in welchem Imanol Arias die Hauptrolle spielte, zog mehr als eine Million Zuschauer an.
1980 veröffentlichte Iván Zulueta den Spielfilm ‚Arrebato‘, der trotz anfänglichem Misserfolg heute vielfach als Kultfilm gilt. Eine exzellente Version von ‚La colmena‘, dem Roman von Camilo José Cela verfilmte Mario Camus mit einer außergewöhnlichen Besetzung.
War die Kultur der Siebzigerjahre besonders vom plakativen politischen Engagement geprägt, dass auszudrücken, was so lange nicht gesagt werden konnte, kam mit den Achtzigerjahren eine plakativ apolitische, hedonistische Avantgarde zum Zug, die besonders mit lokalen Subventionen in der grauen Beamtenstadt Madrid für Furore sorgte.

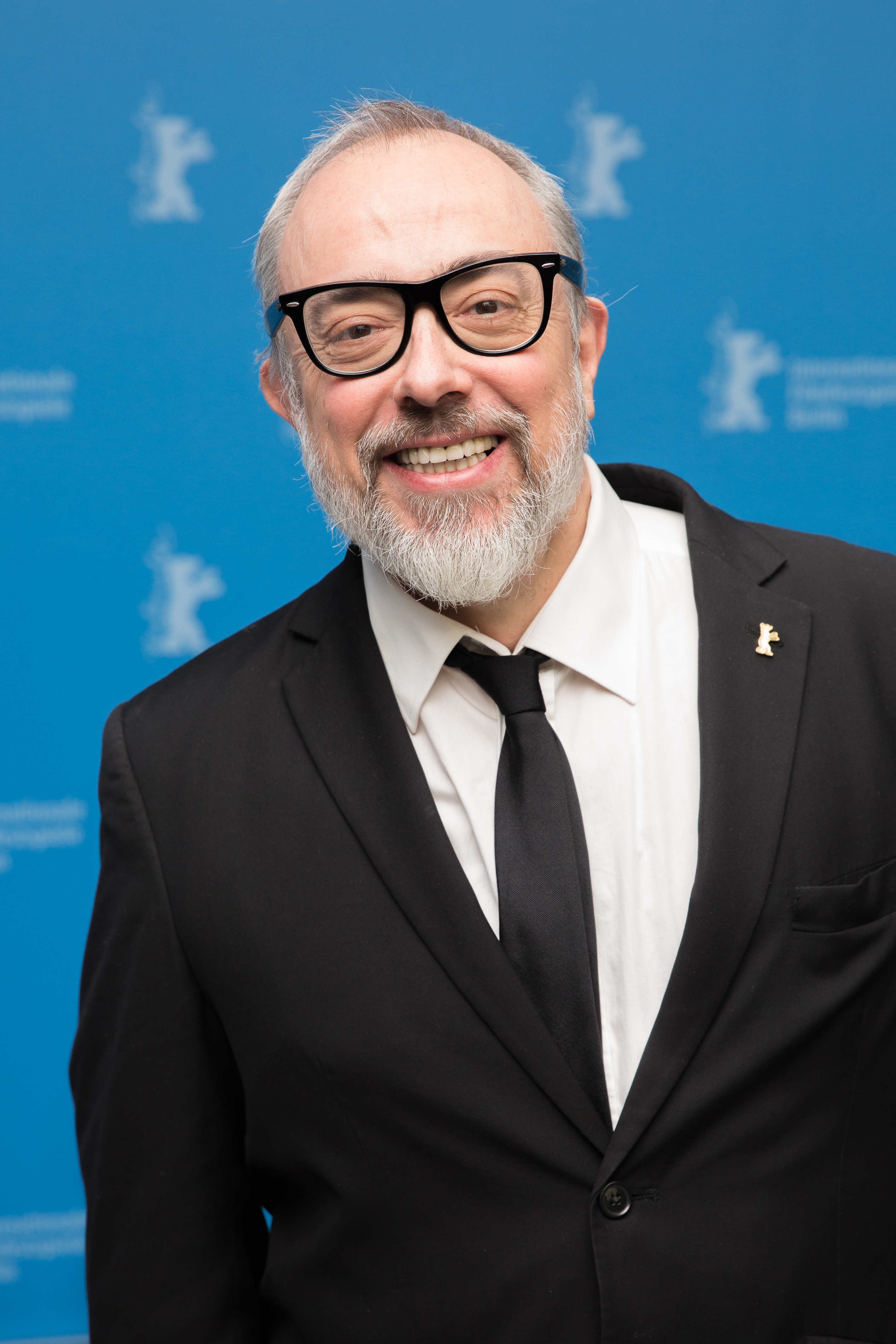
Álex de la Iglesia auf der Berlinale 2017

Nun füllten die Zuschauer auch die Ränge, um Filme der sogenannten „Madrid-Komödie“ zu sehen, für die Regisseure wie Fernando Colomo, Fernando Trueba, Santiago Segura und der schwarzhumorige Álex de la Iglesia stehen. Die raffinierten Melodramen des Autorenfilmers Pedro Almodóvar traten hinzu. Etwas später wurden auch Alejandro Amenábar und Julio Medem bekannt.
Almodóvar ist Autodidakt und aus einem kleinen Dorf in der Mancha nach Madrid gekommen. Den Film entwickelte er zur Ausdrucksform in einer revoltierenden kulturellen Bewegung, der „movida“ der 1980er-Jahre. Der Regisseur ist tief verwurzelt in der spanischen Populärkultur, aber auch in den urbanen Subkulturen und hat die Welt der Transvestiten, der Homosexuellen, der Drogen und anderer Leidenschaften immer wieder fast beiläufig in seine Filme integriert.
Kein Filmemacher verbindet so kongenial melodramatische und komische Aspekte, verknüpft universelle Genre-Elemente mit authentischem Lokalkolorit und ergänzt das Ganze um einen spezifisch spanischen Humor, aus dem Alltag gegriffener Situationskomik und der sehr spanischen Lust, über sich selbst zu lachen. Mit dieser Methode ist Pedro Almodóvar wie kein Zweiter zum Inbegriff des neueren spanischen Kinos geworden.
Man kann vielleicht nicht vom Erfolg und Durchbruch des spanischen Kinos als Ganzem sprechen, sondern treffender von dem konkreter Produktionen. Wie der Produzent José Antonio Félez z. B. bezogen auf das Jahr 2004 sehr richtig sagte, „konzentrieren sich 50 Prozent der gesamten Erfolgsbilanz auf lediglich fünf Titel und 80 Prozent auf etwa acht bis zehn Filme.“
Das spanische Kino produzierte 2005 142 Spielfilme, die höchste Zahl seit 20 Jahren. 2006 wurden dann bereits 158 Spielfilme produziert. 2007 war ein weiteres Rekordjahr für die spanische Produktion: Insgesamt 172 lange Filme, 57 davon Koproduktionen, 37 Dokumentar- und fünf Animationsfilme. Dazu wurden nach offiziellen Angaben noch mindestens 156 Kurzfilme gedreht.
Regisseure wie Albert Serra, Jaime Rosales, Carlos Serrano Azcona und Óliver Laxe sind Teil des neuesten spanischen Films, der sich um 2010 etablierte und auf internationalen Festivals sehr präsent ist.
Über 10 Millionen Kinobesucher haben seit 2013 schon die Komödie ‚8 Namen für die Liebe‘ gesehen, womit der Streifen der bis dahin erfolgreichste spanische Film wurde. Darin mimt ein Andalusier einen baskischen Ehemann.

## Filmpreise und Auszeichnungen
1987 wurden die renommierten Goya Awards als Anreiz für die Oscar-Ambitionen des spanischen Kinos ins Leben gerufen; 2013 wurden die Feroz Awards als Anreiz für das Streben nach den Golden Globes gestiftet.
Hervorzuheben sind auch die Preise der wichtigsten internationalen Filmfestivals in Spanien: das Festival Internacional de Cine de San Sebastián und die Semana Internacional de Cine de Valladolid.

## Filmfestivals

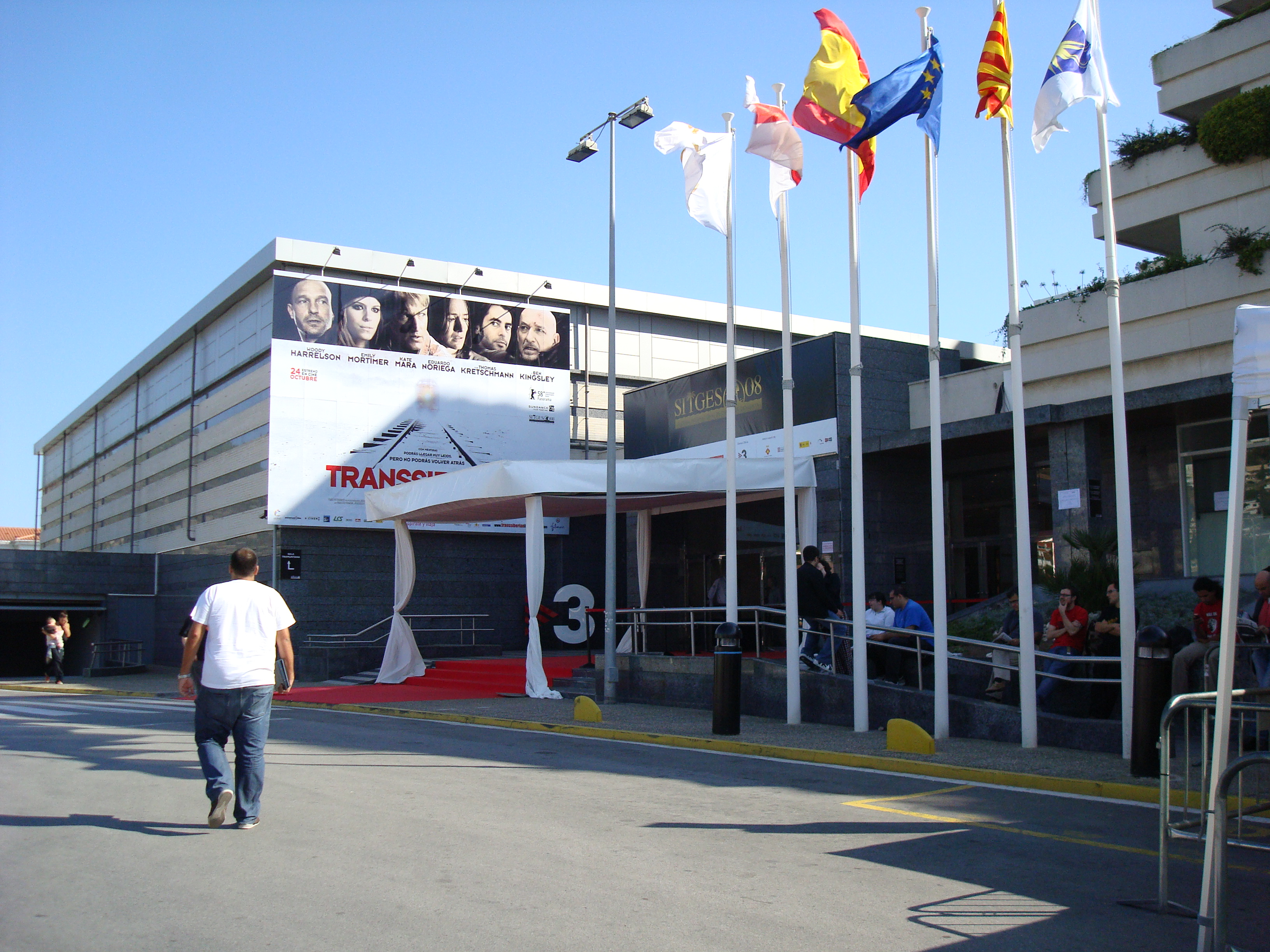
Festivalgebäude Sitges, 2008

Spanien hat in den letzten Jahren einen Boom der Filmfestivals erlebt. Einige haben lange Traditionen, wie das San Sebastián International Film Festival, das Seminci oder das Gijón Film Festival. Neueren Ursprungs sind meist die Sparten- und Spezialfestivals wie das Malaga Festival, das Albacete International Film Festival Abycine, Animadrid, das Punto de Vista Festival, Docúpolis oder das Peñíscola Comedy Film Festival.
Das Sitges Film Festival, derzeit bekannt als Internationales Filmfestival von Katalonien, läuft seit 1967 und gilt als Festival Nummer eins des Fantastischen Kinos. Innerhalb dieses Genres sticht Jesús Franco hervor, ein außerhalb Spaniens unter dem Pseudonym Jess Franco bekannter Regisseur.
Wichtiger für die Erneuerung und Verbreitung des spanischen Kinos im Ausland war jedoch die Schaffung des San Sebastián International Film Festival, das 1953 vom lokalen Handel als Werbeplattform für die Stadt gefördert wurde. Es ist das einzige Festival der höchsten Kategorie A, das von der FIAPF von Spanien akkreditiert wurde. In mehr als fünfzig Jahren Geschichte hat es sich als eines der führenden Filmfestivals der Welt etabliert. Viele Jahre lang war das San Sebastián International Film Festival für Glamour und Staraufgebote bekannt.
Die Seminci (Valladolid International Film Week, Semana Internacional de Cine de Valladolid) entstanden 1956 als ‚Valladolid Religious Film Week‘, wurden zu Ostern gefeiert und entwickelten sich zu einem der wichtigsten Filmfestivals in Spanien.
Die Seminci befassten sich früher mehr mit dem Aufspüren interessanter Filme, unabhängig davon, ob sie bereits auf anderen Festivals gelaufen waren. Aber mit dem Wechsel des Managements im Jahr 2006 scheint man eine neue Richtung eingeschlagen zu haben, die sich mehr auf die Präsentation von ‚Premieren‘ konzentriert.
Das Gijón Film Festival ist eines der ältesten, das in den letzten Jahren dank seiner Umwandlung in das modernste und experimentellste Festival für Autorenkino eine Wiedergeburt erlebt hat. Hervorzuheben sind beispielsweise seine Retrospektiven von Autoren wie Abbas Kiarostami, Aki Kaurismäki, Todd Haynes, Pedro Costa, Paul Schrader, Hal Hartley, Lukas Moodysson, Tsai Ming-liang, Claire Denis oder Todd Solondz. Internationale Avantgardefilme wären in Spanien ohne dieses Festivals viel schwerer zugänglich.
Zu den jüngsten Institutionen zählen das bedeutende spanische Filmfestival von Málaga (seit 1998), das der spanischen Filmproduktion gewidmet ist, und das internationale Filmfestival von Albacete Abycine (seit 1999).
Der neueste Festivalvorschlag ist das FIC-CAT, Internationales Festival der Curtmetratges in Català, ein Festival, das sich an Filmemacher aus Katalonien oder auch der ganzen Welt richtet, sofern die Werke in einer ihrer Varianten auf Katalanisch synchronisiert oder untertitelt sind.
Auch in der Online-Arena entstand ein neuer Raum für wichtige Veranstaltungen wie das Margenes Festival und das Atlántida Film Fest.

## Genres des spanischen Films
Aufgrund seiner Eigenheiten und basierend auf seiner Folklore, seinen Traditionen, seinen Bräuchen und seinem gesellschaftlichen Alltag wurden filmische Genres geschaffen, die die Gesellschaft, Geschichte und Gewohnheiten Spaniens sowie seine eigene Realität widerspiegeln, sowohl in aktuellen als auch in historischen Verhältnissen.
Der aktuelle spanische Film lebt durch ein Nebeneinander der Generationen und eine Vielfalt der Themen, Genres und Subgenres. Einen kompletten Gegensatz zwischen Autorenfilm und Genrewerken gibt es jedoch nicht, denn auch anerkannte spanische Autorenfilmer wie z. B. Carlos Saura haben immer wieder unterschiedliche Genres bedient, vom 1964er-Banditenstreifen ‚Llanto por un Bandido‘ (‚Cordoba‘) bis zu Actionware wie ‚Dispara!‘ von 1993.

### Historienfilm
Diese Filmsparte erzählt von den großen Ereignissen der Geschichte oder versucht, den Alltag vergangener Zeiten zu reflektieren. Es wurden mehrere spezielle filmische Historien-Genres verstärkt aufgegriffen, durchaus auch unter dem Einfluss geschichtspolitischer Absichten.

#### Cine colonial
Inspiriert sowohl vom Zeitalter der Konquistadoren als auch vom Aufstieg der Großmacht Spanien sind ‚Alba of America‘ (1951) sowie die Superproduktionen zum 500. Jahrestag ‚1492:  die Eroberung des Paradieses‘ und ‚Christoph Kolumbus, die Entdeckung‘, bei der internationale Persönlichkeiten wie zum Beispiel Gérard Depardieu und Marlon Brando mitwirkten.
Innerhalb dieses speziellen Genres war ‚El Dorado‘ (Carlos Saura, 1988) der zum Zeitpunkt der Dreharbeiten teuerste Film in der Geschichte des spanischen Kinos. Es sollte der Kontrapunkt zu Werner Herzogs ‚Aguirre‘ und seiner besonderen Vision des Epos von Lope de Aguirre sein.

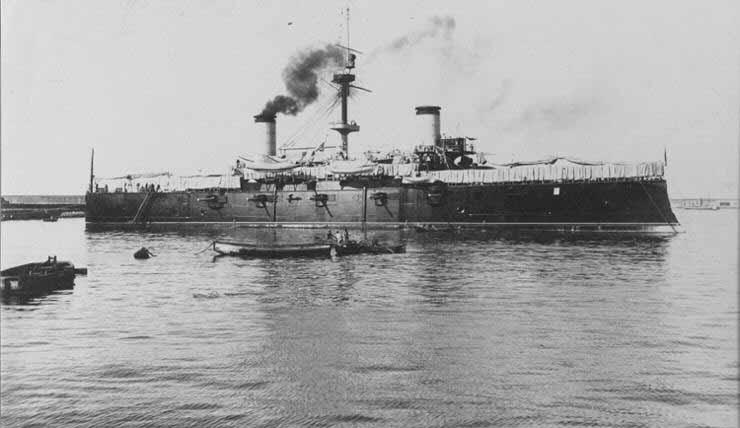
Kreuzer Cristóbal Colón, 1898 bei Santiago de Cuba versenkt

Themen im Zusammenhang mit dem kolonialen Niedergang sind ‚Héroes del 95‘ (Eloy Gonzalo. 1947), in denen die Geschichte derer, die den Krieg in Kuba und gegen die Mambí geführt hatten, erzählt wird (Teodoro Ríos, 1998) und insbesondere der Klassiker ‚Los últimos de Filipinas‘ (Antonio Román, 1945), der das Geschick einer Gruppe von Soldaten des in Baler stationierten Jagdregiments erzählt, die sich entschlossen, in einer von Feinden umgebenen Kirche Widerstand zu leisten und nicht wahrhaben wollten, dass der Krieg vorbei war.

#### Kino des Unabhängigkeitskrieges
Verschiedene Episoden des Unabhängigkeitskrieges (gegen Napoleon) wurden auf die Leinwand gebracht, einige im historisch-dokumentarischen Stil, andere mit Spielfilmhandlungen, die von der Epoche dieses Konfliktes inspiriert waren. Filme wie ‚El abanderado‘ 1942, ‚Agustina de Aragón‘ (Juan de Orduña, 1950), die die Legende der aragonesischen Heldin Lola la Piconera (Luis Lucia, 1951) erzählen, angeregt von einer Arbeit von José María Pemán, ‚Los Guerilleros‘ (1962, Pedro Luis Ramírez), schließlich ‚Die Legende der Trommel‘ (Jorge Grau, 1981), inspiriert von der Legende des Tambours von El Bruc.

#### Banditenkino – Cine de bandoleros
Die Handlung spielt normalerweise im späten achtzehnten und frühen neunzehnten Jahrhundert und beschreibt das Leben und die Aktivitäten der Guerillas, die gegen den französischen Eindringling kämpften, oder der Banditen, die Teile des Landes beherrschten – ein Genre, das teilweise dem amerikanischen Western glich. Aufgrund der großen Popularität soll hier auch die Fernsehserie ‚Curro Jiménez‘ mit Sancho Gracia nicht unerwähnt bleiben. Diese Serie hatte eine Kinofassung namens ‚Avisa a Curro Jiménez‘ (Rafael Moreno Marchent, 1978); der wichtigste Film dieses Genres war aber wohl ‚Amanecer en puerta oscura‘ (José María Forqué, 1957), der einst beim Festival von Berlin einen Silbernen Bären gewann. Bemerkenswert sind auch ‚Carne de horca‘ (Ladislao Vajda, 1953), ‚La duquesa de Benamejí‘ (Luis Lucia, 1949), und basierend auf der Arbeit der Machado-Brüder ‚Llanto por un bandido‘ (Carlos Saura, 1964). ‚Das Gesetz der Grenze‘ (Adolfo Aristarain, 1995) ist ebenfalls inspiriert vom galicischen Banditentum.

#### Palastfilm
Sehr beliebt in den vierziger Jahren, bleibt dieses Genre vor allem durch die Adaption des Stücks über Manuel Tamayo y Baus ‚Locura de amor‘ (Juan de Orduña, 1948) in Erinnerung, welches gleichzeitig der Durchbruch der Schauspielerin Aurora Bautista war.
Die größte Bekanntheit erlangten in diesem Genre Verfilmungen, welche nach Stücken von Juan Ignacio Luca de Tena das Lebens des Monarchen Alfons XII. psychologisch ausdeuteten: ‚Wohin gehst du, Alfonso XII?‘ (Luis César Amadori 1958) sowie die Fortsetzung ‚¿Dónde vas, triste de ti?‘ (Alfonso Balcázar, 1960) mit Vicente Parra – einem führenden Darsteller der Zeit – und Paquita Rico. Andere Filme dieses Genres waren ‚Die Prinzessin der Ursinos' (Luis Lucia, 1947), ‚Die Löwin von Kastilien' (Juan de Orduña, 1957), sowie die Adaption eines Werkes von Luis Coloma, ‚Jeromín' (Luis Lucia, 1953).
Neuere Produktionen dieses Genres sind: ‚Esquilache‘ (Josefina Molina, 1989) und ‚Juana la Loca‘ (2001), wo Vicente Aranda die Geschichte der kastilischen Königin aufgreift, deren Liebeswahnsinn auch als Vorlage der grandiosen Komödie mit Lola Flores, ‚Juana la loca … von Zeit zu Zeit‘ (José Ramón Larraz, 1983) diente.

#### Kino über den spanischen Bürgerkrieg und den Franquismus
Bemerkenswerte Titel über die Franco-Ära waren ‚Dragon Rapide‘ (1986), ‚Libertarias‘ (1996), ‚La hora de los valientes‘ (1998), die Ken-Loach-Koproduktion ‚Tierra y libertad‘ (‚Land and Freedom‘, 1995) und quasi als Selbstzeugnis ‚Raza‘ (1941).
Filme zur Aufarbeitung der Franco-Ära „erzeugten bis zu den Filmen von Almodóvar die nachhaltigste Reaktion im deutschsprachigen Raum, wohl auch weil die Bilder des Franquismus als solche in der Tradition der Schwarzen Legende verstanden werden konnten. (…) Die Filmkritik brauchte jedoch länger als das Publikum, um zu begreifen, dass die grosse Zeit des historisch-politischen Kinos vorüber war.“

### Film-Biographien
In diesem Genre sind sehr freie Versionen des Lebens von Miguel de Cervantes oder El Greco sowie solche, die Francisco de Goya gewidmet sind, geschaffen worden. Das Leben Goyas hat neben einer Fernsehserie fünf Kinofilme inspiriert, darunter Carlos Sauras Goya (1999), der sich u. a. durch die Anzahl der von ihm gewonnenen Goya-Preise hervortat.

### Stierkampffilm – Cine taurino

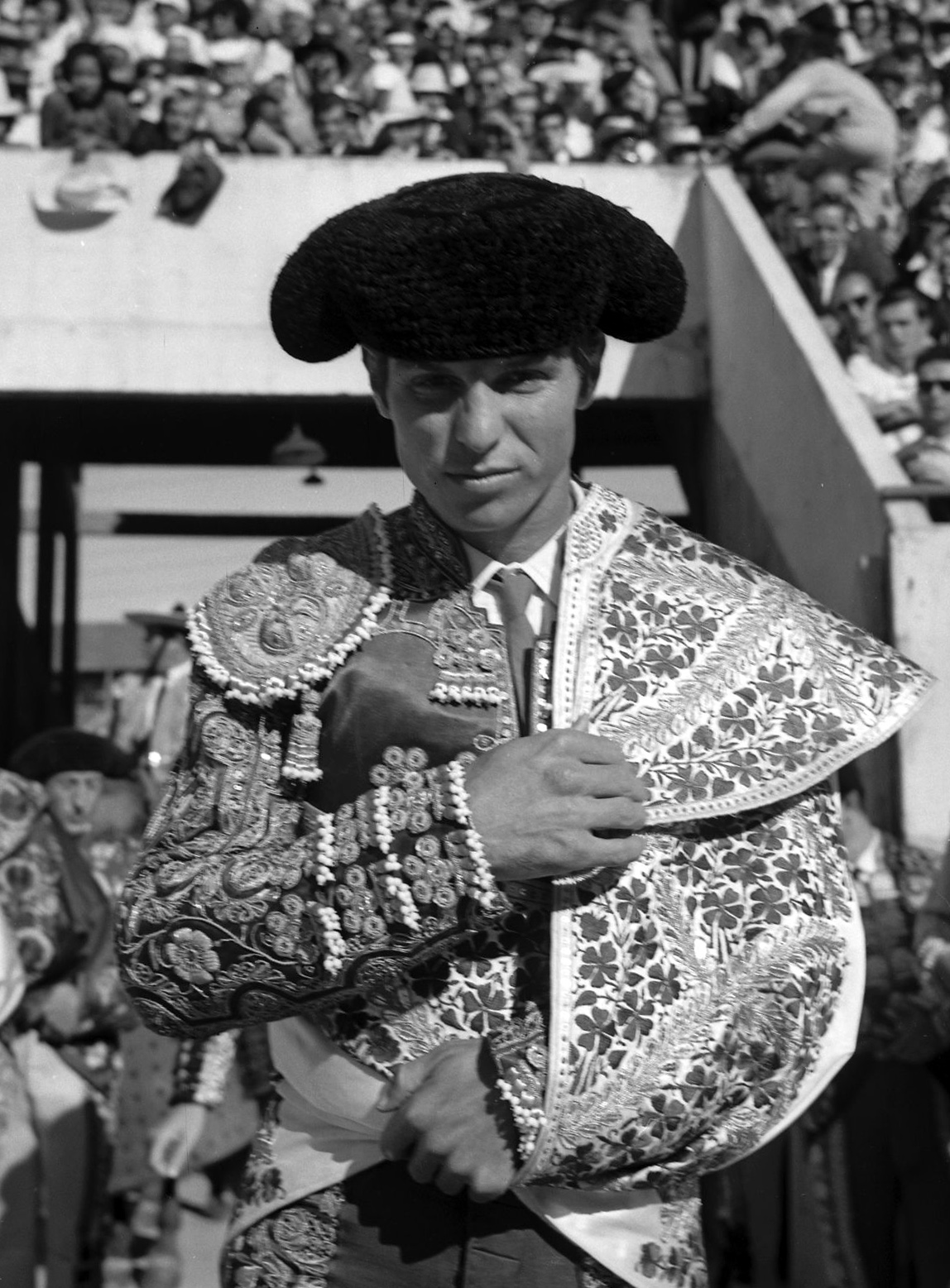
Manuel Benítez Pérez, genannt „El Cordobés“

Die Corrida wurde unzählige Male verfilmt. Manchmal ging es darum, Romane zum Thema Stierkampf an das Medium Film anzupassen, dann wieder wurden Drehbücher verfilmt, die von den aktuellsten bis zu den rauesten Aspekten des traditionsreichen volkstümlichen Spektakels oder von der Vita gerade populärer Stierkämpfer handelten.
Basierend auf literarischem Material kann ‚Blood and Sand‘ (‚Sangre y arena‘) als gelungene Verfilmung gelten, obwohl die besten Adaptionen von Blasco Ibáñez’ Werken wahrscheinlich doch aus Hollywood kamen.
Derjenige Stierkampfroman, der in Spanien wohl am erfolgreichsten fürs Kino adaptiert wurde, war ‚Currito de la Cruz‘ von Alejandro Pérez Lugín. Auf eine Stummfilmversion folgten noch drei Tonfilme. ‚El Niño de las Monjas‘, ein Roman von Juan López Núñez, wurde ebenfalls vier Mal ins Kino gebracht.
Filme wie ‚Blood in the Bullring‘ (‚Sangre en el ruedo‘, Rafael Gil, 1969) oder ‚The Clarines of Fear‘ (Antonio Román, 1958) zeigten die Härte des Stierkampfumfelds z. B. anhand von Hass und Neid zweier rivalisierender Stars des Metiers. Auch Elend und Schattenseiten des Lebens der reisenden Toreros waren dabei mitunter Thema. Der Realismus von ‚Tarde de Toros‘ (Ladislao Vajda, 1956) wird oft gelobt, wobei drei Charaktere (der Geweihte, das angesagte Idol und der Anfänger) gegenübergestellt sowie andere Nebenfiguren präsentiert werden: der Stierkampfkritiker, die Amateurfans jeden Toreros usw.
Verfilmte Biografien von Stierkämpfern sind auch ‚Lernen zu sterben‘ (‚Aprendiendo a morir‘, Pedro Lazaga, 1962) mit Manuel Benítez und ‚Neu auf diesem Platz‘ (‚Nuevo en esta plaza‘, Pedro Lazaga, 1966) über das Leben von Sebastián Palomo Linares.
‚El Litri y su sombra‘ (Rafael Gil, 1960), ist vielleicht der ehrgeizigste dieser Genrefilme, weil sich dieses Werk nicht darauf beschränkt, ausschließlich das Leben des Stierkämpfers zu erzählen, sondern auch dessen Familiensaga umfasst.

### Religiöser Film
Die Bedeutung, welche die Religion in Spanien im Laufe ihrer Geschichte hatte, spiegelte sich im Kino wider und diese Filmsparte wurde in den 1950er Jahren zu einem höchst beliebten Genre. Innerhalb der Spezialsparte können mehrere Spielarten unterschieden werden:

#### Religiosas
In diesem Spezialgenre werden Filme versammelt, in denen durch fiktive Geschichten versucht wird, sowohl religiöse als auch menschliche Tugenden aufzuzeigen. Protagonisten sind oft Geistliche oder Priesteranwärter, die mit der Selbstsucht in der Gesellschaft konfrontiert sind, wobei die Protagonisten mehr oder weniger fromme Episoden durchleben.
Hier sticht der Film ‚Balarrasa‘ hervor (José Antonio Nieves Conde, 1950), die Geschichte eines reuigen Mannes, der Priester werden will. Genannt werden sollte auch ‚La mies es mucho‘ (José Luis Sáenz de Heredia, 1949) über das Leben eines spanischen Missionars in Indien und die Werke von Rafael Gil wie z. B. ‚I was a Parish Priest‘ (‚La Guerra de Dios‘, 1953), in dem ein Priester mit den widrigen Verhältnissen in einer Bergarbeitersiedlung kämpfen muss. ‚El canto del gallo‘ (1955), schildert die Erfahrungen einiger katholischer Priester, die in einem kommunistischen Land verfolgt werden. Paradoxerweise war das Werk, welches dieses Genres praktisch abschloss, eine neue Version des Films, der dieser Filmsparte einstmals größeren Ruhm verlieh: ‚Marcelino, Brot und Wein‘, als Remake 1991 von Luigi Comencini.

#### Das Leben der Heiligen – Vida de santos
Auf dem Höhepunkt des religiösen Filmgenres in Spanien wurden zahlreiche Werke über das Leben der Heiligen produziert. Bekannt wurden u. a. ‚Isidro, den Bauern‘ (Rafael J. Salvia, 1963), ‚Das Wunder von Fatima‘ (Rafael Gil, 1951) und insbesondere ‚Molokai, la isla maldita‘ (Luis Lucia, 1959), der die Geschichte des Damian de Veuster erzählte, welcher einige Jahrzehnte später heiliggesprochen wurde.
Bemerkenswert sind auch die Vision von Carlos Saura über das Leben des Heiligen Johannes vom Kreuz in ‚Die Dunklen Nacht‘ (‚La noche oscura‘, 1988) sowie die verschiedenen Versionen des Lebens der Heiligen Teresa von Jesus (Juan de Orduña, 1961) – bis hin zu ‚Teresa: Der Leib Christi‘ von Ray Loriga, hergestellt im 21. Jahrhundert, und durchaus umstritten.

#### Schlager- & Folklorefilm

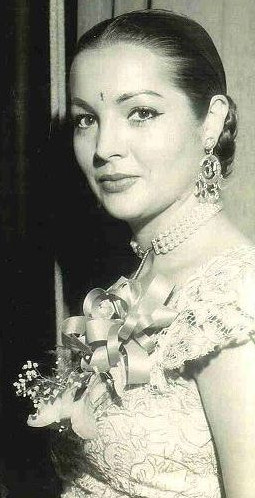
Sara Montiel (1955)

### Sandalenfilm und Italo-Western

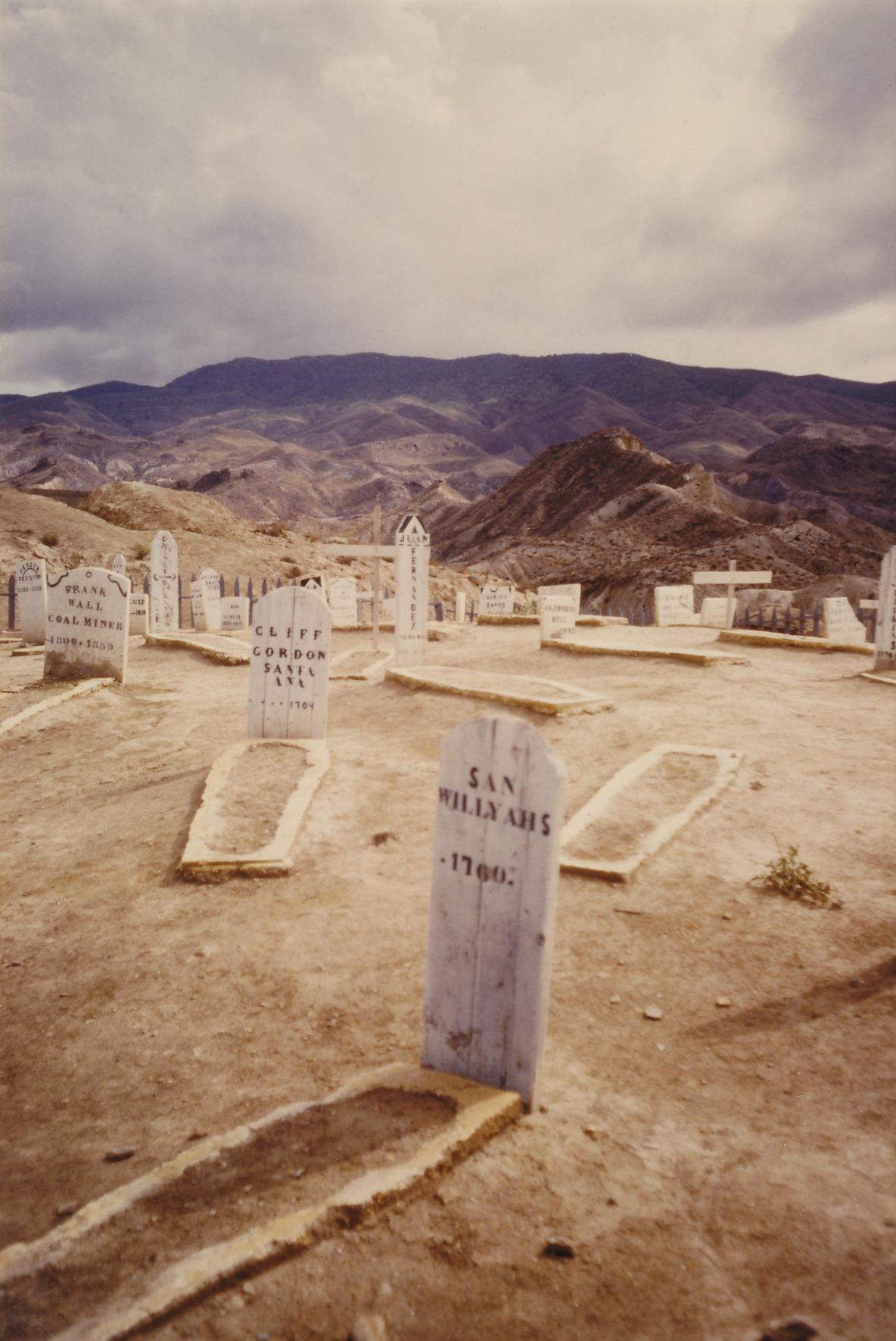
Wild-West-Friedhof in Yucca City bei Tabernas

### Horrorfilm

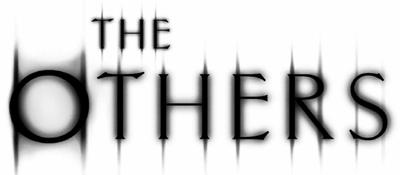
Los Otros

### Cine de desarraigados – „Kino der Entwurzelten“

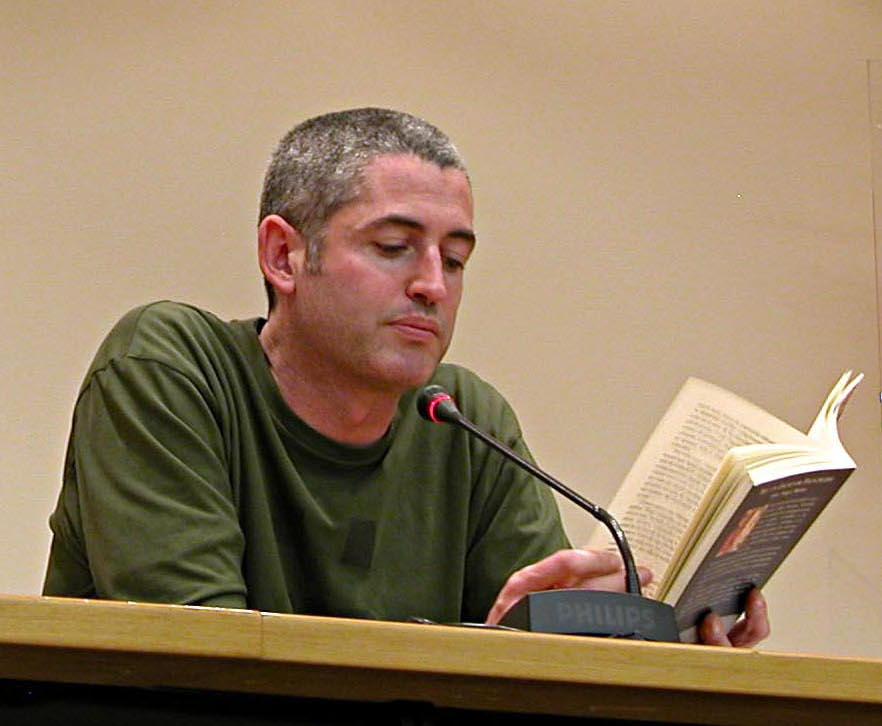
José Ángel Mañas, 2006